# Angola (Schiff, 1948)
Die Angola war ein 1948 in Dienst gestelltes Passagierschiff der portugiesischen Reederei Companhia Nacional de Navegação, das über 25 Jahre lang zwischen Lissabon und Ostafrika im Einsatz stand. Im Frühjahr 1974 wurde sie in Taiwan abgewrackt.

## Geschichte
Die Angola entstand unter der Baunummer 689 in der Werft von Hawthorn, Leslie & Company in Newcastle upon Tyne und lief am 24. März 1948 vom Stapel. Nach der Ablieferung an die Companhia Nacional de Navegação im Dezember 1948 nahm das Schiff im selben Monat den Liniendienst von Lissabon nach Ostafrika auf. Die Angola war das dritte Schiff der Reederei mit diesem Namen. Die erste Vorgängerin war von 1881 bis 1909 im Einsatz, die zweite Angola wurde 1923 gekauft und 1946 in Nova Lisboa umbenannt, um den Namen für das neue Schiff freizumachen. Das Schwesterschiff der Angola war die 1949 in Dienst gestellte Moçambique.
Die Angola blieb mehr als 25 Jahre im Liniendienst, ehe sie Anfang 1974 ausgemustert und zum Abbruch nach Taiwan verkauft wurde. Am 8. Februar 1974 traf das Schiff in der Abwrackwerft der Chou’s Iron & Steel Company in Hualien ein. Die jüngere Moçambique ging bereits 1972 zum Abbruch.